# Eulalie Jensen
Pour les articles homonymes, voir Jensen.

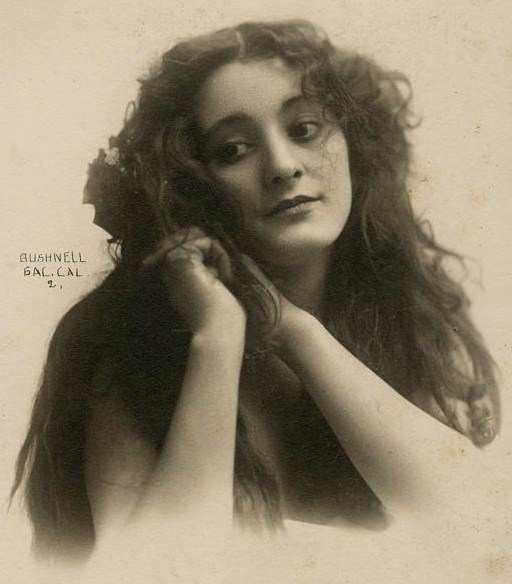
Photographiée en 1907

Eulalie Jensen est une actrice américaine, née le 24 décembre 1884 à Saint-Louis (Missouri), morte le 7 octobre 1952 à Los Angeles (Californie).

## Biographie
Eulalie Jensen entame sa carrière d'actrice au théâtre, puis débute au cinéma dans onze films muets sortis en 1914, dont le court métrage The Moonstone of Fez de Maurice Costello et Robert Gaillard (avec Maurice Costello et Constance Talmadge).
Suivent quatre-vingt-sept autres films muets américains, dont Notre-Dame de Paris de Wallace Worsley (version de 1923, avec Lon Chaney et Patsy Ruth Miller), The Circle de Frank Borzage (1925, avec Eleanor Boardman et Malcolm McGregor), La Case de l'oncle Tom (Uncle Tom's Cabin), de Harry A. Pollard (version de 1927, avec Margarita Fischer et George Siegmann), ou encore She Goes to War d'Henry King (film partiellement sonorisé, 1929, avec Eleanor Boardman et Edmund Burns).
Après le passage au parlant, Eulalie Jensen contribue encore à treize films, le dernier sorti en 1935, après lequel elle se retire définitivement. Citons The Eyes of the World d'Henry King (1930, avec Una Merkel et Nance O'Neil), Mon grand de William A. Wellman (1932, avec Barbara Stanwyck et George Brent), ainsi que A Lost Lady d'Alfred E. Green et Phil Rosen (1934, avec Barbara Stanwyck et Frank Morgan).

## Filmographie partielle
- 1914 : The Moonstone of Fez de Maurice Costello et Robert Gaillard (court métrage) : Mme Osborne
- 1914 : The Song of the Ghetto de William Humphrey : Yvette Daubigne
- 1914 : My Official Wife de James Young : Eugenie
- 1914 : Out of the Past de Lionel Belmore (court métrage) : Rose Benton
- 1914 : St. Elmo de J. Gordon Edwards : Hagar
- 1914 : The Locked Door (it) de Tefft Johnson (court métrage) : Stella Rubinow
- 1915 : The Goddess de Ralph Ince : Mme Gunsdorf
- 1915 : West Wind de Lionel Belmore (court métrage) : Mahvissa, une indienne
- 1915 : The Making Over of Geoffrey Manning d'Harry Davenport : La mère
- 1916 : From Out of the Past de William Humphrey (court métrage) : Helen Nash
- 1916 : The Tarantula de George D. Baker : Donna Luz
- 1916 : Britton of the Seventh de Lionel Belmore : Frances Granson
- 1916 : For a Woman's Fair Name d'Harry Davenport : Vivien
- 1917 : Mary Jane's Pa de Charles Brabin et William P. S. Earle : Portia Perkins
- 1918 : The Blind Adventure de Wesley Ruggles : Comtesse Sofia De Graf
- 1918 : Tangled Lives de Paul Scardon : Cora West
- 1918 : The Triumph of the Weak de Tom Terriss : Diamond Mabel
- 1918 : Wild Primrose de Frederick A. Thomson : Marie
- 1918 : The Desired Woman, de Paul Scardon : Marie Winship
- 1919 : The Girl Problem de Kenneth S. Webb : Tante Julia
- 1919 : Beating the Odds de Paul Scardon : Eva Lake
- 1919 : A Temperamental Wife de David Kirkland : Smith
- 1919 : Thin Ice de Thomas R. Mills : Rose La Vere
- 1919 : The Cinema Murder de George D. Baker : Mme Power
- 1919 : The Spark Divine de Tom Terriss : Mme Van Arsdale
- 1920 : The House of the Tolling Bell de James S. Blackton : Lola
- 1921 : Le Triomphe du rail (The Iron Trail) de Roy William Neill : Mme Gordon
- 1921 : The Crimson Cross de George Everett : Mme Otto Fischer
- 1921 : Dolorès (The Passion Flower) d'Herbert Brenon : Raimunda
- 1922 : Rags to Riches de Wallace Worsley : Mme Blackwell Clarke
- 1922 : Any Wife d'Herbert Brenon : Louise Farrata
- 1923 : La Peau de chagrin (Slave of Desire) de George D. Baker : Mme Gaudin
- 1923 : The Haunted Valley de George Marshall : Vivian Delamar
- 1923 : Notre-Dame de Paris (The Hunchback of Notre Dame) de Wallace Worsley : Marie
- 1923 : The Woman with Four Faces d'Herbert Brenon : La mère
- 1924 : Being Respectable de Phil Rosen : Louise Carpenter
- 1924 : Wine of Youth de King Vidor : Mary Hollister mère
- 1924 : The Yankee Consul de James W. Horne : Donna Theresa
- 1925 : La Marraine de Charley (Charley's Aunt) de Scott Sidney : rôle-titre
- 1925 : The Scarlet Honeymoon d'Alan Hale : Señora Gernando
- 1925 : The Circle de Frank Borzage : Mme Alice Shenstone
- 1925 : La Ruée sauvage (The Thundering Herd) de William K. Howard : Mme Randall Jett
- 1925 : The Happy Warrior de James S. Blackton : Mme Letham
- 1925 : Destruction! (Havoc), de Rowland V. Lee : Alice Deering
- 1925 : Ranger of the Big Pines de W. S. Van Dyke : Lize Weatherford
- 1925 : Flower of Night de Paul Bern
- 1926 : The Sap (en) d'Erle C. Kenton : Mme Weston, la mère de Barry
- 1926 : Sa Majesté la Femme (Fig Leaves) d'Howard Hawks : Mme Griswald
- 1926 : Ladie de James Leo Meehan : Mme Stanton
- 1926 : Volcano de William K. Howard : Mme de Chauvalons
- 1927 : La Case de l'oncle Tom (Uncle Tom's Cabin), de Harry A. Pollard : Cassie
- 1927 : A Kiss in a Taxi (en) de Clarence G. Badger : Valentine Lambert
- 1928 : Maman de mon cœur (Mother Machree) de John Ford : Rachel von Studdiford
- 1928 : Freckles de James Leo Meehan : La femme-oiseau
- 1928 : The Little Shepherd of Kingdom Come d'Alfred Santell : Mme Dean
- 1929 : She Goes to War d'Henry King : Mme Brewster, patronne de la cantine
- 1929 : Le Costaud (Strong Boy) de John Ford : La reine de Lisonia
- 1930 : The Eyes of the World d'Henry King : Mme Rutledge
- 1931 : Up Pops the Devil d'A. Edward Sutherland : Mme Kent
- 1931 : Never the Twain Shall Meet de W. S. Van Dyke : Mme Graves
- 1931 : Confessions of a Co-Ed (en) de David Burton et Dudley Murphy : Dean Marbridge
- 1932 : Mon grand (So Big!) de William A. Wellman : Mme Hempel
- 1932 : Miss Pinkerton de Lloyd Bacon : Mlle Gibbons, l'infirmière en chef
- 1932 : Hat Check Girl de Sidney Lanfield : Mme Marsh
- 1934 : A Lost Lady d'Alfred E. Green et Phil Rosen : Mme Sloane
- 1935 : Society Doctor de George B. Seitz : La mère McCarthy